# ويليام تومسون (نبال)
ويليام تومسون (بالإنجليزية: William Thompson)‏ هو نبال أمريكي، ولد في 10 مارس 1848 في كالهون في الولايات المتحدة، وتوفي في 12 أغسطس 1918 في سياتل في الولايات المتحدة.

## وصلات خارجية
- ويليام تومسون على موقع أوليمبيديا (الإنجليزية)